# Дигидроксокарбонат меди(II)
Карбонат гидроксомеди(II) (малахит, ярь-медянка) — неорганическое соединение, основная соль металла меди и угольной кислоты с формулой (CuOH)2CO3, тёмно-зелёные кристаллы, нерастворимые в воде.

## Получение
- В природе встречается минерал малахит, некоторые разновидности — практически чистый (CuOH)2CO3.

- Медь во влажном воздухе медленно реагирует с кислородом и диоксидом углерода:

{\displaystyle {\mathsf {2Cu+CO_{2}+O_{2}+H_{2}O\ {\xrightarrow {\tau }}\ (CuOH)_{2}CO_{3}\downarrow }}}
- Пропускание углекислоты через суспензию гидроксида меди:

{\displaystyle {\mathsf {2Cu(OH)_{2}+CO_{2}\ {\xrightarrow {}}\ (CuOH)_{2}CO_{3}\downarrow +H_{2}O}}}
- Реакция сульфата меди и гидрокарбоната натрия:

{\displaystyle {\mathsf {2CuSO_{4}+4NaHCO_{3}\ {\xrightarrow {60^{o}C}}\ (CuOH)_{2}CO_{3}\downarrow +2Na_{2}SO_{4}+3CO_{2}\uparrow +H_{2}O}}}

## Физические свойства
Дигидроксокарбонат меди(II) образует тёмно-зелёные кристаллы моноклинной сингонии, пространственная группа P 21/a, параметры ячейки a = 0,9502 нм, b = 1,1974 нм, c = 0,3240 нм, β = 98,75°, Z = 4.
Нерастворим в воде, р ПР = 33,11.

## Химические свойства
- Разлагается при нагревании:

{\displaystyle {\mathsf {(CuOH)_{2}CO_{3}\ {\xrightarrow {180-200^{o}C}}\ 2CuO+CO_{2}+H_{2}O}}}
- Реагирует с кислотами:

{\displaystyle {\mathsf {(CuOH)_{2}CO_{3}+4HCl\ {\xrightarrow {}}\ 2CuCl_{2}+CO_{2}\uparrow +3H_{2}O}}}
{\displaystyle {\mathsf {(CuOH)_{2}CO_{3}+4CH_{3}COOH\ \xrightarrow {} \ 2Cu(CH_{3}COO)_{2}+CO_{2}\uparrow +3H_{2}O}}}
- Реагирует с солями аммония и раствором аммиака:

{\displaystyle {\mathsf {(CuOH)_{2}CO_{3}+4NH_{4}Cl\ {\xrightarrow {100^{o}C}}\ 2CuCl_{2}+CO_{2}\uparrow +4NH_{3}\uparrow +3H_{2}O}}}
{\displaystyle {\mathsf {(CuOH)_{2}CO_{3}+8(NH_{3}\cdot H_{2}O)\ {\xrightarrow {}}\ [Cu(NH_{3})_{4}]CO_{3}+[Cu(NH_{3})_{4}](OH)_{2}+8H_{2}O}}}
- Реагирует с цианистым калием:

{\displaystyle {\mathsf {(CuOH)_{2}CO_{3}+8KCN\ {\xrightarrow {}}\ 2K_{2}[Cu(CN)_{4}]+K_{2}CO_{3}+2KOH}}}
- Реагирует с оксидом углерода(IV) под давлением:

{\displaystyle {\mathsf {(CuOH)_{2}CO_{3}+CO_{2}\ {\xrightarrow {p}}\ 2CuCO_{3}+H_{2}O}}}
- Растворяется в избытке горячего концентрированного раствора карбоната натрия с образованием синего раствора, при охлаждении из которого кристаллизуется вегшайдерит, окрашенный в синий цвет тетрагидроксокупратом натрия:

{\displaystyle {\mathsf {(CuOH)_{2}CO_{3}+7Na_{2}CO_{3}+6H2O\ \xrightarrow {\ } 2Na_{5}[CO_{3}](HCO_{3})_{3}+2Na_{2}[Cu(OH)_{4}]}}}